# I ribelli (film)
I ribelli (There Goes My Baby) è un film del 1994, diretto da Floyd Mutrux.

## Trama
Il film segue le vicende di un gruppo di studenti della Westwood High School nella Los Angeles del 1965.

## Distribuzione
Terminato nel 1991, il film non uscì nei cinema fino al 1994 a causa del fallimento della casa di produzione.